# Sonic the Hedgehog
Sonic, a sündisznó (Sonic the Hedgehog, ソニック・ザ・ヘッジホッグ, Sonikku za Hejjihoggu) a SEGA híres kabalája, videójátékok, képregények, rajzfilmek főszereplője, néhány képregény esetében mellékszereplője. Kék bundája és zöld szeme, illetve a Classic Sonic esetében fekete szeme van. Általában piros-fehér cipőt hord, arany színű csattal, és nincs nála gyorsabb lény az egész világon. A karakter a neve szerint egy sündisznó, ennek ellenére a rajzolt figura egyáltalán nem emlékeztet sündisznóra, sem alkatilag, de tüskés háta sincs, leginkább a Disney-filmekből ismert macskák vonásaival rendelkezik.
Sonic a Nintendo szintén híres karakterére, Marióra lett a válasz. A karakterre készült első videójáték a Sonic the Hedgehog, amit 1991-ben adtak ki SEGA Genesisre. Innentől számítják Sonic születését.
Sonic fő ellenfele Dr. Ivo Robotnik – most már Dr. Eggman, Eggman vagy Tojásember –, aki folyton meg akarja szerezni a Káosz Smaragdokat (Chaos Emeralds). A Mester Smaragd (Master Emerald) irányítja az összes Káosz Smaragdot (Chaos Emerald) és tartja fent Angyal Szigetet (Angel Island) a levegőben. Ebben a részben mutatkozik be Sonic és Robotnik.

## Karakterek a játéksorozatban
- Sonic, a sündisznó
- Miles „Tails” Prower
- Amy Rose
- Metal Sonic – Sonic gonosz robotváltozata, Dr. Robotnik kreálmánya
- Knuckles, a hangyászsün
- Cream, a nyúl
- Dr. Eggman – Dr. Ivo Robotnik, őrült tudós, Sonic fő ellenfele
- Shadow, a sündisznó – mesterségesen létrehozott lény
- Rouge, a denevér
- E-100 sorozat: E-100 Alpha, E-102 Gamma, E-123 Omega – robotok
- Big, a macska
- Silver, a sündisznó
- Blaze, a macska
- Jet, a sólyom
- Wave, a fecske
- Storm, az albatrosz
- Sticks, a borz
- Chaotix csoport:
  - Vector, a krokodil
  - Espio, a kaméleon
  - Charmy, a méh
- Ray, a repülőmókus
- Mighty, az armadilló
- Shade, a hangyászsün
- Honey, a macska – karakter a Sonic the Fighters játékban
- Lyric, a kígyó – egy Ős
- Sally, a mókus – másként Sally Acorn
- Scratch, Grounder és Coconuts – Robotnik doktor által létrehozott, visszatérő, ostoba Badnikok

## Videójátékok
- Sonic the Hedgehog (1991)
- A Sonic the Hedgehog 2-ben feltűnik egy új szereplő is, név szerint Miles „Tails” Prower. Tails nagyon kicsi, ezért Sonic öccsének fogadta és vigyáz rá, nehogy baja essen a kis, kétfarkú rókának.
- Sonic CD - Itt jelenik meg legelőször Metál Sonic (Sonic másolata, amit Eggman, vagyis Tojásember alkot meg), valamint Amy Rose, aki nagyon szerelmes Sonicba. De Sonic egy kicsikét bunkó szokott lenni Amyvel.
- Sonic the Hedgehog Pinball - ?
- A Sonic the Hedgehog 3. része újabb karaktert mutat be, Knucklest. A hangyászsün ebben a részben ellopja Sonictól a Smaragdokat, amelyeket Sonic mindenképp vissza akar szerezni.
- Sonic & Knuckles - ?
- Sonic Adventure - ?
- Sonic Adventure 2 - ?
- Sonic Heroes - ?
- Shadow the Hedgehog - ?
- Sonic the Hedgehog (2006) - A játék Sonic 15. évfordulójára készült. A történet nem a legjobb, és sok új karaktert hoz magával. Köztük ott vannak a normálisabb (pl. Blaze, Silver), és a nem annyira értelmes karakterek (3. Elise hercegnő).
- Sonic Unleashed - ?
- Sonic Colors - ?
- Sonic Generations - Ez a játék Sonic 20. évfordulójára készült. Ez volt az első Sonic játék, melyben Classic Sonic és Modern Sonic egyszerre benne volt.
- Sonic Lost World - Ebben a játékban Sonic és Tails a Lost Hex nevű felhő fölötti helyre mennek, ahol Dr. Eggmannek gonosz tervei vannak új szövetségeseivel, a Deadly Sixszel, akik később eláruljak őt, ezért Sonicnak és Tailsnek össze kell fogniuk Eggmannel, hogy megállítják Zavokot és bandáját, még mielőtt a földből egy kihalt bolygó lesz.
- Sonic Boom Rise of Lyric - ?
- Sonic Boom Shattered Crystal - ?
- Sonic Boom Fire & Ice - ?
- Sonic Mania - Ez a játék az 1., a 2., a 3. rész, a Sonic & Knuckles és a Sonic CD keveréke, a Plus változatba bekerült Mighty, a tatu és Ray, a repülő mókus.
- Sonic Forces - Dr. Eggmannek sikerült elfoglalnia a földet, miután Infinite és csatlósai (Shadow, Metal Sonic, Zavok és Chaos) legyőzték Sonicot és börtönbe zárták 6 hónapig, Knuckles megalapította az ellenállást, amihez mindenki csatlakozik, egy félénk újonc is.
- Team Sonic Racing - ?

## Szereplés
- Adventures of Sonic the Hedgehog
- Sonic the Hedgehog (tévésorozat)
- Sonic the Hedgehog (OVA)
- Sonic Underground
- Sonic X
- Sonic Boom
- Sonic Prime
- Sonic a Sündisznó (2020-as mozifilm)
- Sonic a Sündisznó 2 (2022-es mozifilm)

## Sonic.exe
A Sonic The Hedgehog-nak van egy módosított változata, amiben Sonic dühöngő sorozatgyilkos. Ebben a verzióban mellékszereplőket (Tails, Knuckles és Eggman) irányítunk. Fontos megjegyezni, hogy ez egy igazi creepypasta. Az eredeti Sonic.exe eltűnt, ma már csak másolatok terjengenek. Különböző Sonic.exe rajongók alkotnak ebből a változatból több különböző rajongói játékokat. Pl. a "Sally.EXE" nevezetű játék, amelyben Amyvel, Sallyvel és Creammel lehet játszani. De olyan is előfordul, hogy maga Sonic.exe a játszható karakter. A Sonic Mania játékban is lehet találni többféle, rajongók által alkotott átdolgozásokat/módokat vagy játékokat ebből a témából.